# 天主教菲亞納蘭楚阿總教區
天主教菲亞納蘭楚阿總教區（拉丁語：Archidioecesis Fianarantsoaensis）是馬達加斯加一個羅馬天主教教省總教區，下轄四個教區。是該國五個總教區之一。

## 歷史
1913年5月10日設宗座代牧區。1955年9月14日升為教區。1958年12月11日升為總教區。

## 現況
總教區2006年有教友576,670人（佔轄區總人口48.0%）、九個堂區、128名司鐸。現任總主教為弗爾詹西·拉貝馬哈法利。